# A106高速公路
A106高速公路是法国的一条高速公路，全长5.5千米，于1960年建成通车。A106始于Chevilly-Larue，终于Paray-Vieille，与A6高速相连。A106为西北-东南走向，与7号国道相连。